# Jack Niedźwiadek
Jack Niedźwiadek jest amerykańskim filmem obyczajowym z 1993 roku, w którym wystąpili m.in. Danny DeVito oraz Reese Witherspoon. Opowiada on o życiu komika Leary'ego, który po śmierci żony samotnie wychowuje dwójkę synów, Jacka i Dylana. Film był kręcony w San Francisco.

## Obsada
| Aktor                     | Rola            |
| ------------------------- | --------------- |
| Danny DeVito              | John Leary      |
| Robert J. Steinmiller Jr. | Jack Leary      |
| Miko Hughes               | Dylan Leary     |
| Gary Sinise               | Norman Strick   |
| Art LaFleur               | Mr. Festinger   |
| Lee Garlington            | Mrs. Festinger  |
| Christopher Lawford       | Vince Buccini   |
| Julia Louis-Dreyfus       | Peggy Etinger   |
| Andrea Marcovicci         | Elizabeth Leary |
| Bert Remsen               | Mitchell        |
| Monica Calhoun            | Sondra          |
| Reese Witherspoon         | Karen Morris    |

## Nagrody i nominacje

### 1994Young Artist Awards
- Wygrana – Best Performance in a Feature Film - Rola drugoplanowa: Reese Witherspoon
- Nominacja – Best Performance in a Feature Film - Najlepszy aktor: Robert J. Steinmiller Jr.
- Nominacja – Best Performance in a Feature Film - Młody aktor, 10 lat lub młodszy: Miko Hughes